# Canadair CL-84
Dimensions
Le Canadair CL-84 est un avion ADAV, car sa voilure bascule à 90° pour le décollage et l'atterrissage. Le premier vol eut lieu le 7 mai 1965 avec le prototype CF-VTOX. Il s'écrasa après 145 heures de vol à la suite d'une erreur dans les circuits de contrôle des hélices. Il y eut 2 autres prototypes.